# Nshamba
Nshamba ist ein Bezirk (Ward) des Distriktes Muleba in der tansanischen Region Kagera.

## Geografie

### Lage
Nshamba liegt im Nordwesten von Tansania auf einer Hochfläche in rund 1500 Meter über dem Meer. Die Fläche des Bezirks beträgt 41,68 Quadratkilometer, bei der Volkszählung 2022 wohnten 25.657 Menschen in 6185 Haushalten.

### Klima
Die Durchschnittstemperatur in Nshamba liegt bei 20,2 Grad Celsius, jährlich regnet es 1168 Millimeter.

## Gliederung
Der Bezirk besteht aus fünf Gemeinden (Mtaa) mit 27 Orten (Kitongoji):
| Nshamba - Kagazi - Kishoju I - Kishoju II - Kishoju III - Kishoju IV | Muzinga - Muzinga A - Muzinga B - Kisana A - Kisana B - Bulenge - Kabanga | Itongo - Kyamshoga - Mushenyi - Kijumbula - Bukana - Busimba - Rukondo - Bumiro - Ikande | Rutenge - Rutenge A - Rutenge B - Omurutenge - Mugaba | Bunyagongo - Igabiro - Lusindasinde - Ndayanjoju - Bunyagongo |

## Infrastruktur
- Bildung: Die staatliche weiterführende Schule bildet Mädchen und Burschen bis zur 4. Stufe aus. Im Jahr 2023 unterrichteten 22 Lehrer 200 Studenten.[8][9]
- Gesundheit: Das staatliche Gesundheitszentrum in Nshamba bietet auch stationäre Dienste an. Schwerpunkte sind Malaria-Diagnose und -Erstbehandlung, HIV-Pflege und -Behandlung sowie Mutter-Kind-Pflege.[10]